# Polyplectropus thilus
Polyplectropus thilus is een schietmot uit de familie Polycentropodidae. De soort komt voor in het Neotropisch gebied.